# Jaroslav Šedivec
Jaroslav Šedivec (Plzeň, 16 febbraio 1981) è un dirigente sportivo ed ex calciatore ceco di ruolo attaccante, capo degli osservatori del Real Vicenza.

## Caratteristiche tecniche
Ala sinistra, egli può giocare come seconda punta e come ala destra, svariando su tutto l'arco offensivo.

## Carriera

### Giocatore
Esordisce nel 1998 nella Gambrinus Liga indossando la maglia della squadra della sua città, il Viktoria Plzeň. La prima stagione è conclusa con 13 presenze e 0 reti in campionato, la società retrocede nella seconda divisione del calcio ceco. Šedivec colleziona altre 14 presenze in seconda serie prima di riaffrontare la Gambrinus Liga nella stagione 2000-2001: realizza 3 reti in 26 partite, ciò non basta a salvare il Viktoria dalla retrocessione.
Nel 2002 arriva in Italia, dove gioca nel Catania. Nella stagione 2004-2005 milita nelle file del Perugia e nelle due annate seguenti giocò nel Crotone, fino ad agosto 2007, quando si è trasferito alla Triestina. Il 14 luglio 2008 passa al Mantova, con la formula del prestito.
Nel giugno 2009 ritorna alla Triestina. Il 19 settembre 2010, firma un accordo annuale con la Salernitana. Il 1º novembre 2011, firma un accordo con la squadra bresciana del Feralpi Salò.
Terminata la stagione 2011-2012, decide di prendersi una pausa attendendo l'offerta giusta. Il 12 novembre 2012 accetta la proposta del Bastia in Serie D, formazione umbra nei pressi di Perugia, decidendo per la prima volta di scendere nei dilettanti.
Il 30 giugno 2013 rimane svincolato e il 22 luglio seguente parte per il ritiro a Coverciano dei calciatori svincolati sotto l'egida dell'Associazione Italiana Calciatori.
L'8 settembre 2013 firma con la Maccarese Serie D. Il 25 ottobre 2014 passa all'Atletico San Paolo Padova sempre in Serie D. Il 6 dicembre passa al Portomansuè, formazione della Provincia di Treviso, in Promozione. Nel giugno 2015 passa con la Sanvitese nel pordenonese.

### Dirigente
Dopo essersi ritirato, diventa capo degli osservatori del Real Vicenza.

## Statistiche

### Presenze e reti nei club
Statistiche aggiornate al 6 dicembre 2014.
| Stagione              | Squadra                   | Campionato            | Campionato | Campionato | Coppe nazionali   | Coppe nazionali | Coppe nazionali | Coppe internazionali | Coppe internazionali | Coppe internazionali | Altre coppe | Altre coppe | Altre coppe | Totale | Totale |
| Stagione              | Squadra                   | Comp                  | Pres       | Reti       | Comp              | Pres            | Reti            | Comp                 | Pres                 | Reti                 | Comp        | Pres        | Reti        | Pres   | Reti   |
| --------------------- | ------------------------- | --------------------- | ---------- | ---------- | ----------------- | --------------- | --------------- | -------------------- | -------------------- | -------------------- | ----------- | ----------- | ----------- | ------ | ------ |
| 1998-1999             | Viktoria Plzeň            | 1L                    | 13         | 1          | CR                | ?               | ?               | -                    | -                    | -                    | -           | -           | -           | 13     | 1      |
| 1999-2000             | Viktoria Plzeň            | 2L                    | 14         | 0          | CR                | ?               | ?               | -                    | -                    | -                    | -           | -           | -           | 14     | 0      |
| 2000-2001             | Viktoria Plzeň            | 1L                    | 26         | 3          | CR                | ?               | ?               | -                    | -                    | -                    | -           | -           | -           | 26     | 3      |
| 2001-2002             | Viktoria Plzeň            | 1L                    | 30         | 9          | CR                | ?               | ?               | -                    | -                    | -                    | -           | -           | -           | 30     | 9      |
| Totale Viktoria Plzeň | Totale Viktoria Plzeň     | Totale Viktoria Plzeň | 83         | 13         |                   | ?               | ?               |                      | -                    | -                    |             | -           | -           | 83     | 13     |
| 2002-2003             | Catania                   | B                     | 13         | 0          | CI                | 2               | 0               | -                    | -                    | -                    | -           | -           | -           | 15     | 0      |
| 2003-2004             | Catania                   | B                     | 26         | 3          | CI                | 1               | 0               | -                    | -                    | -                    | -           | -           | -           | 27     | 3      |
| Totale Catania        | Totale Catania            | Totale Catania        | 39         | 3          |                   | 3               | 0               |                      | -                    | -                    |             | -           | -           | 42     | 3      |
| 2004-2005             | Perugia                   | B                     | 35         | 6          | CI                | 3               | 0               | -                    | -                    | -                    | -           | -           | -           | 38     | 6      |
| 2005-2006             | Crotone                   | B                     | 28         | 7          | CI                | ?               | ?               | -                    | -                    | -                    | -           | -           | -           | 28     | 7      |
| 2006-2007             | Crotone                   | B                     | 37         | 6          | CI                | 2               | 1               | -                    | -                    | -                    | -           | -           | -           | 39     | 7      |
| Totale Crotone        | Totale Crotone            | Totale Crotone        | 65         | 13         |                   | 2               | 1               |                      | -                    | -                    |             | -           | -           | 67     | 14     |
| ago. 2007-2008        | Triestina                 | B                     | 28         | 1          | CI                | 2               | 0               | -                    | -                    | -                    | -           | -           | -           | 30     | 1      |
| 2008-2009             | Mantova                   | B                     | 28         | 2          | CI                | ?               | ?               | -                    | -                    | -                    | -           | -           | -           | 28     | 2      |
| 2009-2010             | Triestina                 | B                     | 26         | 1          | CI                | 3               | 1               | -                    | -                    | -                    | -           | -           | -           | 29     | 2      |
| Totale Triestina      | Totale Triestina          | Totale Triestina      | 54         | 2          |                   | 5               | 1               |                      | -                    | -                    |             | -           | -           | 59     | 3      |
| 2010-2011             | Salernitana               | LP1                   | 9          | 0          | CI+CILP           | ?+?             | ?+?             | -                    | -                    | -                    | -           | -           | -           | 9      | 0      |
| 2011-2012             | Feralpi Salò              | LP1                   | 18         | 0          | CI+CILP           | ?+?             | 0+?             | -                    | -                    | -                    | -           | -           | -           | 18     | 0      |
| 2012-2013             | Bastia                    | D                     | 20         | 0          | CI-D              | -               | -               | -                    | -                    | -                    | -           | -           | -           | 20     | 0      |
| 2013-2014             | Maccarese                 | D                     | 13         | 0          | CI-D              | -               | -               | -                    | -                    | -                    | -           | -           | -           | 13     | 0      |
| ott.-dic. 2014        | Atletico San Paolo Padova | D                     | 6          | 0          | CI-D              | -               | -               | -                    | -                    | -                    | -           | -           | -           | 6      | 0      |
| dic. 2014-2015        | Portomansuè               | Prom.                 | ?          | ?          | CI-Dil.           | -               | -               | -                    | -                    | -                    | -           | -           | -           | ?      | ?      |
| 2015-2016             | Sanvitese                 | Ecc.                  | ?          | ?          | CI-Dil.-FVG       | -               | -               | -                    | -                    | -                    | -           | -           | -           | ?      | ?      |
| 2016-2017             | Sanvitese                 | Prom.                 | ?          | ?          | CI-Dil.-Prom. FVG | -               | -               | -                    | -                    | -                    | -           | -           | -           | ?      | ?      |
| Totale carriera       | Totale carriera           | Totale carriera       | 370+       | 39+        |                   | 13+             | 2+              |                      | -                    | -                    |             | -           | -           | 385+   | 41+    |